# Ranunculus lojkae
Ranunculus lojkae är en ranunkelväxtart som beskrevs av Somm. och Levier. Ranunculus lojkae ingår i släktet ranunkler, och familjen ranunkelväxter. Inga underarter finns listade i Catalogue of Life.